# Château de Sigournais
 (décembre 2016).
Si vous disposez d'ouvrages ou d'articles de référence ou si vous connaissez des sites web de qualité traitant du thème abordé ici, merci de compléter l'article en donnant les références utiles à sa vérifiabilité et en les liant à la section « Notes et références ».
Le château de Sigournais est un château médiéval situé à Sigournais en Vendée, dans les alentours de Chantonnay.
Il est classé monument historique depuis 1992 (partiellement depuis 1946).

## Histoire
La seigneurie de Sigournais existe depuis au moins 1050, sous le nom de « Seguracium ». Elle était alors la propriété de Zacharie de Pouzauges, vassal des vicomtes de Thouars. Au XIIe siècle, un prieuré dédié à Saint-Saturnin est construit dans l'enceinte du castellum. Des problèmes de cohabitation avec les gens du château sont apparus. D'ailleurs, le château actuel, construit par Guyard de Sainte-Flayve, a vu le jour grâce au transfert du prieuré hors de l'enceinte.

## Description
Il ne reste plus rien de visible de l'ancienne forteresse du XIIe siècle, des fondations dans le sol se trouvent un peu plus vers le Nord, le château actuel en recouvrant une partie.
Le château actuel, bâti sous Guyard de Sainte-Flayve, date de la fin du XVe siècle et a une forme presque pentagonale. Cette enceinte est constituée de courtines flanquées de huit tours rondes et d'un gros donjon-porche. Un fossé sec creusé dans le calcaire entoure le tout. Le donjon-porche fait office à la fois de porte fortifiée(châtelet d’entrée) et de tour maîtresse(donjon). Il consiste en une grosse tour rectangulaire flanquée de deux tours rondes de chaque côté, le tout couronné d'un chemin de ronde sur mâchicoulis. Le couloir d'entrée est séparé en deux entrées, une charretière et une piétonnière. À l'extérieur, un pont dormant était prolongé d'un pont-levis charretier et d'un pont-levis piétonnier, côte à côte. À l'intérieur du donjon-porche, il y avait deux niveaux. Au premier, il y avait une salle de garde et un vestibule. Des ouvertures canonnières étaient aménagées dans l'épaisseur du mur. Au deuxième niveau, accessible par l'escalier à vis dans la tour de flanquement Sud, se trouvait une pièce servant à la fois de salle de réception et de logis seigneurial, et séparé par un mur il y avait une chambre.
Une grande cour pentagonale était protégée par les murailles et les tours, coiffées de parapets crénelés sur mâchicoulis, et servait probablement de bayle(basse-cour). Quelques bâtiments étaient adossés aux remparts, comme des écuries, cuisines, boulangerie, forge...